# إست نفرت
إست نفرت، هي ملكة مصرية قديمة غير حاكمة أو زوجة ملك، عاشت في عهد الأسرة التاسعة عشرة، وقد كانت واحدة من الزوجات الملكيات العظميات للملك رعمسيس الثاني وكانت أم وريثه الملك مرنبتاح، كما كانت واحدة من أبرز الزوجات الملكيات عامةً مع الملكة نفرتاري، وكانت الملكة الرئيسية بعد وفاة الملكة نفرتاري (حوالي في العام 24 من حكم زوجهما الملك).

## عائلتها
والدا الملكة إست نفرت غير معروفين، ويجب أن تكون قد تزوجت من الملك رعمسيس الثاني من قبل ارتقائه للعرش حيث أن أبناءهما الأبكار يظهرون بالفعل في مشاهد من وقت الملك سيتي الأول، وقد كان لديها على الأقل ثلاثة أبناء وابنة واحدة. ويشمل أطفالها:
- الأمير رعمسيس، ولي العهد من العام 25 إلى 50 من حكم والده الملك رمسيس الثاني.[1]
- الأميرة/الملكة بنت عنتا، الابنة البكر وزوجة أبيها الملك رعمسيس الثاني لاحقاً.[2]
- الأمير خعمواست، رئيس كهنة الإله بتاح. ولي العهد من العام 50 إلى 55 من حكم والده الملك رعمسيس الثاني.[2]
- الأمير/الملك مرنبتاح، الابن الثالث عشر للملك رعمسيس الثاني ووارث العرش النهائي (حيث أنه فاق في العمر أول 12 أميراً من أخوته)
- الأميرة إست نفرت (؟)، زوجة محتملة للملك مرنبتاح، و تعرف كذلك بإست نفرت الثانية.[3]

وقد اقترح كون الأمير سيتي والأميرة نبت تاوي أبناءاً آخرين للملكة إست نفرت، ولكن أرجح الآراء تضعهم كأبناءاً للملكة نفرتاري (أو حتى بعض الأمهات الأخريات).

## ألقابها
- الأميرة الوراثية.
- عظيمة الثناء.
- أم الملك.
- سيدة كامل الأرضين.
- زوجة الملك.
- زوجة الملك العظمى.

## حياتها
الملكة إست نفرت معروفة من العديد من النقوش والتماثيل الصغيرة. وهي ليست مشهودة بكثرة في النقوش والتماثيل قبل العام 25 من حكم زوجها الملك رعمسيس الثاني. ويبدو أن معظم العناصر والمشاهد التي تذكر الملكة إست نفرت ترتبط بأبنائها الأميرين رعمسيس وخعمواست والملك مرنبتاح.
- تظهر إست نفرت على لوحة عائلية وجدت في أسوان. فيصور الجزء العلوي منها رمسيس الثاني وإست نفرت وخعمواست أمام الإله خنوم. وفي الجزء السفلي يظهر الأمير رعمسيس ومرنبتاح والأميرة/الملكة بنت عنتا.[6]
- تُظهر لوحة عائلية من منطقة غرب السلسلة رعمسيس الثاني وإست نفرت وبنت عنتا مع خعمواست ( بحجم أصغر بكثير) أمام الآلهة بتاح ونفرتم. والجزء السفلي يظهر الأمير رعمسيس والأمير (لاحقا الملك) مرنبتاح.[6]
- تمثال لأمير (بروكسل E.7500). ويلقب ابنها على التمثال: كاهن سم وابن الملك خعمواست.[6]
- تمثال مجموعة مع الأبناء (متحف اللوفر 2272): صيغة قرابين لكاهن سم الإله بتاح، خعمواست والكاتب الملكي، وابن الملك رعمسيس. والنص يذكر الملكة إست نفرت (أم الأميرين).[6]
- رأس تمثال (بروكسل E.5924): على الكتف الأيمن يظهر اسم إست نفرت.[6]
- تمثال للأمير خعمواست يذكر اسم أمه، فعلى العامود الخلفي كتب: كاهن يونموتف، المولود من الزوجة الملكية العظمى إست نفرت، كاهن سم للإله بتاح خعمواست.[6]
- نقش قربان للأمير خعمواست في مبنى للملك حورمحب، النص فوق الأمير يقرأ: الجلوس على الطاولة، بدء التطهير بملح النطرون، وقراءة قائمة القرابين، كل الطيبات، لابن الملك وسر ماعت رع ستبن رع، المولود من الزوجة الملكية العظيمة، إست نفرت، كاهن سم خعمواست.[6]
- تماثيل أوشابتي من الجبانة الوسطى بأبيدوس: واحدة من هذه لديها خرطوش الملكة إست نفرت.[7]
- غرب السلسلة: مزار صخري للملك مرنبتاح، مشهد يصور رعمسيس الثاني والملكة إست نفرت ممسكة بالشخشيخة أمام الإلهة تاورت (على هيئة فرس النهر) وتحوت ونوت.[7]

وقد سميت ابنة ابنها خعمواست (التي تسمى أحيانا إست نفرت الثالثة) على اسمها. ومن الممكن أن تكون إست نفرت هذه هي زوجة الملك مرنبتاح، وليس عمتها إست نفرت الثانية. وهناك ابنة محتملة لمرنبتاح تحمل هذا الاسم أيضا.